# Acuerdo por las Libertades y contra el Terrorismo
El Acuerdo por las Libertades y contra el Terrorismo, conocido también como Pacto Antiterrorista, fue un acuerdo firmado en España por el Partido Popular (PP) y el Partido Socialista Obrero Español (PSOE) el 8 de diciembre de 2000. 

## Contenido
El objetivo principal del acuerdo era fomentar la unidad entre populares y socialistas en la lucha contra el terrorismo. Se incluyeron algunas cláusulas para asegurar que las políticas contra el terrorismo no se utilizaran como arma arrojadiza electoral. Este documento incluía un largo preámbulo en el que se criticaba a todos los partidos nacionalistas vascos, razón por la que no fue apoyado por ningún otro partido de España:

El retorno de ETA a la violencia terrorista, tras el cese temporal anunciado en septiembre de 1998, ha puesto dramáticamente en evidencia la situación en el País Vasco. Con ello, ha quedado también de manifiesto el fracaso de la estrategia promovida por el PNV y por EA, que abandonaron el Pacto de Ajuria Enea para, de acuerdo con ETA y EH, poner un precio político al abandono de la violencia. Ese precio consistía en la imposición de la autodeterminación para llegar a la independencia del País Vasco.
Extracto del preámbulo del Pacto por las Libertades y contra el Terrorismo (Archivo Wikisource)

## Historia
En 2000, y después de varios atentados por parte de la organización terrorista vasca ETA, el secretario general del PSOE, José Luis Rodríguez Zapatero propuso el «Pacto de las Libertades y contra el Terrorismo». Al principio, algunos dirigentes del PP, como Mariano Rajoy, se opusieron a la oferta de Zapatero, pero el acuerdo se firmó finalmente en diciembre de 2000. 
A pesar de los atentados del 11 de marzo de 2004, a raíz de los cuales el PSOE y el PP se acusaron mutuamente de mentir y manipular acerca de los autores, el pacto antiterrorista, lejos de darse por roto, entró en una nueva fase de conversaciones con el propósito de incluir al terrorismo de corte islamista como una posible amenaza. Dos meses después de los atentados de Madrid, el nuevo gobierno socialista y la ahora oposición popular volvieron a reunirse el 12 de mayo de 2004.
El Pacto Antiterrorista no dejó de estar presente en la vida política española durante la VIII Legislatura de España, si bien más como un argumento contra el gobierno o la oposición, según el caso, que como una herramienta para mejorar la eficacia de la lucha contra el terrorismo en el terreno político.